# Coppa re Fahd 1992
La Coppa re Fahd 1992 (in arabo: كأس الملك فهد 1992, kas almalik fahd 1992) fu un torneo internazionale di calcio, successivamente noto come prima edizione del torneo intitolato all'allora re Fahd dell'Arabia Saudita e a posteriori ufficializzato quale prima edizione assoluta del torneo poi noto come FIFA Confederations Cup.
Organizzato dalla federazione calcistica saudita come torneo a inviti, si tenne a Riad dal 15 al 20 ottobre 1992.
Il titolo fu vinto dall'Argentina che nella gara finale batté 3-1 la squadra di casa dell'Arabia Saudita.

## Squadre partecipanti
| Pr. | Squadra        | Data di qualificazione certa | Confederazione | Partecipante in quanto                                      | Partecipazioni precedenti al torneo |
| --- | -------------- | ---------------------------- | -------------- | ----------------------------------------------------------- | ----------------------------------- |
| 1   | Arabia Saudita | 18 dicembre 1988             | AFC            | Nazione organizzatrice e vincitrice della Coppa d'Asia 1988 | -                                   |
| 2   | Stati Uniti    | 7 luglio 1991                | CONCACAF       | Vincitrice della CONCACAF Gold Cup 1991                     | -                                   |
| 3   | Argentina      | 21 luglio 1991               | CONMEBOL       | Vincitrice della Copa América 1991                          | -                                   |
| 4   | Costa d'Avorio | 26 gennaio 1992              | CAF            | Vincitrice della Coppa delle nazioni africane 1992          | -                                   |

## Stadi
| RiadCoppa re Fahd 1992 (Arabia Saudita) |
| Riad                                    |
| Stadio re Fahd                          |
| Capacità: 67000                         |

## Formula
Il torneo prevedeva una formula ad eliminazione molto semplice, composta da due semifinali e da due finali.
Fu l'unica Confederations Cup a non prevedere una fase a gironi preliminare.

## Risultati

### Tabellone
|  | Semifinali     | Semifinali     | Semifinali |           |                | Finale          | Finale          | Finale          |  |
|  |                |                |            |           |                |                 |                 |                 |  |
|  | Stati Uniti    | Stati Uniti    | 0          |           |                |                 |                 |                 |  |
|  | Stati Uniti    | Stati Uniti    | 0          |           |                |                 |                 |                 |  |
|  | Arabia Saudita | Arabia Saudita | 3          |           |                |                 |                 |                 |  |
|  | Arabia Saudita | Arabia Saudita | 3          |           | Arabia Saudita | Arabia Saudita  | 1               |                 |  |
|  |                |                |            |           | Arabia Saudita | Arabia Saudita  | 1               |                 |  |
|  |                |                | Argentina  | Argentina | 3              |                 |                 |                 |  |
|  | Argentina      | Argentina      | Argentina  | Argentina | 3              | 4               |                 |                 |  |
|  | Argentina      | Argentina      |            |           |                | 4               |                 |                 |  |
|  | Costa d'Avorio | Costa d'Avorio | 0          |           |                | Finale 3º posto | Finale 3º posto | Finale 3º posto |  |
|  | Costa d'Avorio | Costa d'Avorio | 0          |           |                |                 |                 |                 |  |
|  |                |                |            |           |                |                 |                 |                 |  |
|  |                |                |            |           |                | Stati Uniti     | Stati Uniti     | 5               |  |
|  |                |                |            |           |                | Stati Uniti     | Stati Uniti     | 5               |  |
|  |                |                |            |           |                | Costa d'Avorio  | Costa d'Avorio  | 2               |  |

### Semifinali
| Arbitro: | Da Silva Filho |

|  |           |                                                     |
|  | Marcatori | 48’ (rig.) al-Bishi 74’ Al-Thunayan 84’ al-Muwallid |

| Arbitro: | al-Sharif |

|                                             |           |  |
| Batistuta 2’, 10’ Altamirano 67’ Acosta 81’ | Marcatori |  |

### Finale per il 3º posto
| Arbitro: | Badilla Sequeira |

|                                                  |           |                       |
| Balboa 12’ Jones 31’ Wynalda 56’ Murray 67’, 83’ | Marcatori | 16’ A. Traoré 76’ Sié |

### Finale
| Arbitro: | Lim Kee Chong |

|                                           |           |                |
| Rodríguez 18’ Caniggia 24’ D. Simeone 64’ | Marcatori | 65’ al-Owairan |

## Classifica marcatori
2 reti
- Gabriel Batistuta
- Bruce Murray

1 rete
- Alberto Acosta
- Ricardo Altamirano
- Claudio Caniggia
- Leonardo Rodríguez
- Diego Simeone
- Donald-Olivier Sié
- Abdoulaye Traoré
- Fahad Al-Bishi
- Khalid Al-Muwallid
- Saeed Al-Owairan
- Yousuf Al-Thunayan
- Marcelo Balboa
- Cobi Jones
- Eric Wynalda